# Wilbur Lucius Cross

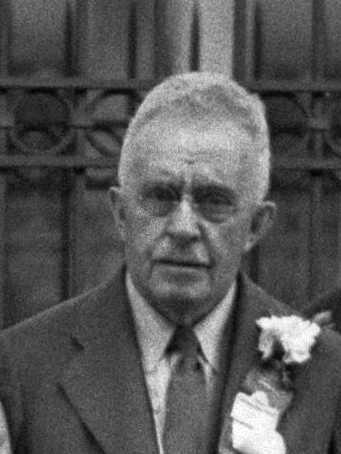
Wilbur Lucius Cross (1933)

Wilbur Lucius Cross (* 10. April 1862 in Mansfield, Connecticut; † 5. Oktober 1948 in New Haven, Connecticut) war ein US-amerikanischer Politiker und von 1931 bis 1939 Gouverneur des US-Bundesstaates Connecticut. Er war Mitglied der Demokratischen Partei.

## Frühe Jahre und politischer Aufstieg
Cross graduierte 1885 an der Yale University und erhielt dann 1889 einen Doktorgrad in Englischer Literatur. Cross unterrichtete bei seiner Alma Mater, war Dekan an der Graduiertenschule sowie später Redakteur der Yale Review. Ferner schrieb er auch einige Bücher, einschließlich seiner Autobiografie "Connecticut Yankee", die 1943 veröffentlicht wurde. Nach seinem Rücktritt von der Akademie entschied sich Cross eine politische Laufbahn einzuschlagen.

## Gouverneur von Connecticut
Er gewann 1930 die Gouverneursnominierung der Demokraten und wurde kurze Zeit später zum Gouverneur von Connecticut gewählt. 1932, 1934 und 1936 wurde er wiedergewählt. Während seiner Amtszeit wurden Gesetze verabschiedet, die die Staatsregierung umstrukturierten, die Kinderarbeit beseitigten und einen Mindestlohnsatz einrichteten. Er befürwortete auch eine Gesetzgebung, die eine Finanzierung für den Umbau des Connecticut State College bewilligte, was den Bau der ersten Campusbibliothek mit dem Namen Cross Library einschloss. Cross stellte sich 1938 erneut zur Wiederwahl, scheiterte dieses Mal und verließ daraufhin am 4. Januar 1939 sein Amt. 1911 wurde er in die American Academy of Arts and Letters gewählt. Seit 1934 war er Mitglied der American Philosophical Society.

## Weiterer Lebenslauf
Er blieb weiter als Schriftsteller und in seinen Forschungsprojekten aktiv.
Wilbur L. Cross verstarb am 5. Oktober 1948 und wurde anschließend auf dem Evergreen Cemetery in New Haven beigesetzt. Er war mit Helen Baldwin Avery verheiratet. Das Paar hatte zwei gemeinsame Kinder.